# 2707 Ueferji
2707 Ueferji è un asteroide della fascia principale del diametro medio di circa 26,47 km. Scoperto nel 1981, presenta un'orbita caratterizzata da un semiasse maggiore pari a 3,1829497 UA e da un'eccentricità di 0,1338739, inclinata di 2,68066° rispetto all'eclittica.
L'asteroide è dedicato all'Università federale di Rio de Janeiro.